# 萬加因德拉努
萬加因德拉努是馬達加斯加的城市，由阿齊莫-阿齊那那那區負責管轄，位於該國東南部，距離首都塔那那利佛約882公里，海拔高度15米，2005年人口24,956。
23°21′S 47°36′E / 23.350°S 47.600°E